# Scirtes rivularis
Scirtes rivularis es una especie de coleóptero de la familia Scirtidae.

## Distribución geográfica
Habita en el oeste  de Australia.